# Pantherophis obsoletus
Pantherophis obsoletus, conhecida comumente como cobra rateira ocidental, cobra rateira preta, ou simplesmente cobra preta, é uma espécie não venenosa de cobra da família Colubridae . A espécie é nativa da região central da América do Norte . Não há subespécies reconhecidas como válidas. Junto com outras cobras do leste dos Estados Unidos, como a Drymarchon couperi e a racer oriental (Coluber constrictor), é chamada ambiguamente de "cobra negra".

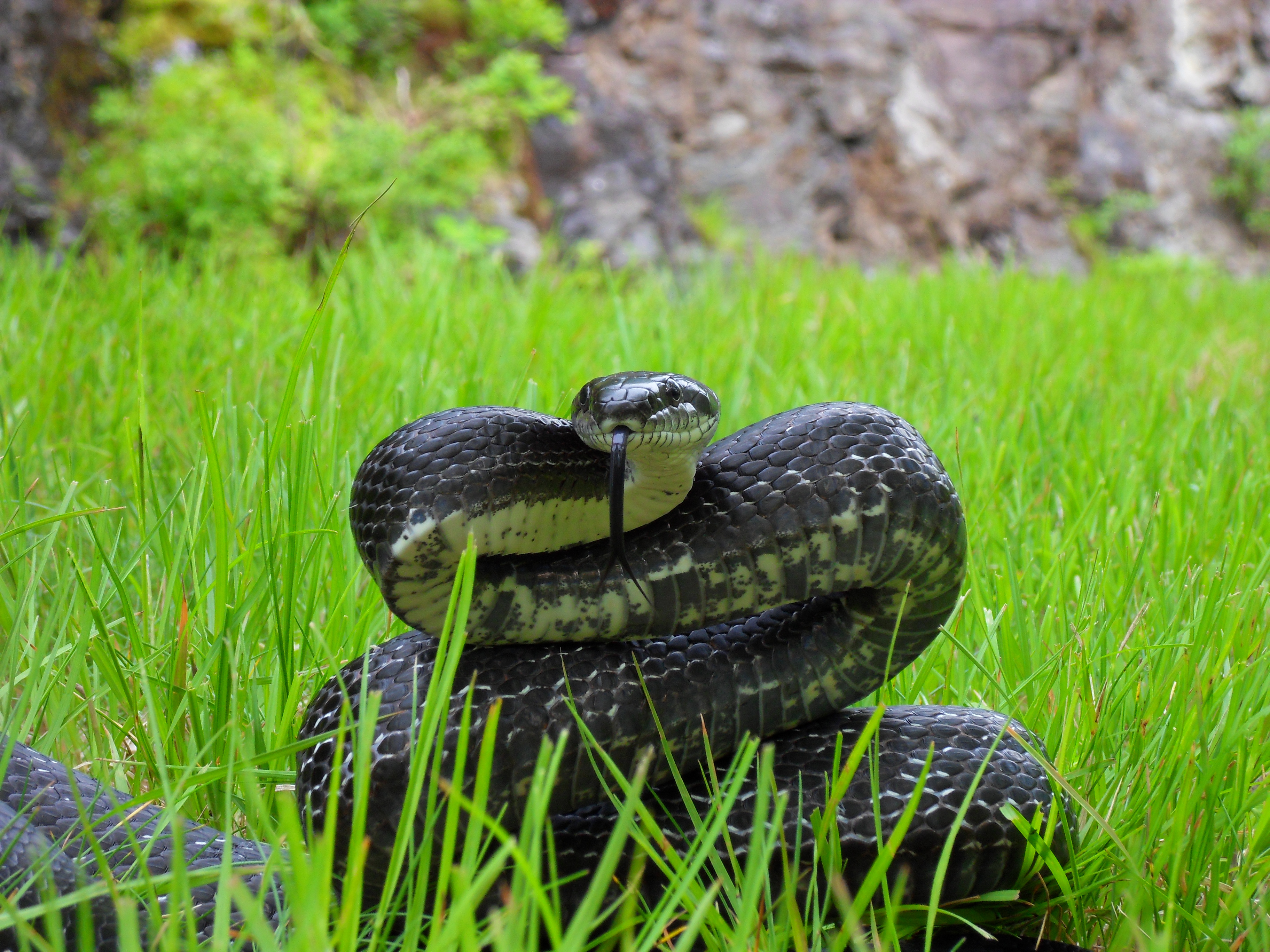
Cobra rateira preta

## Alcance geográfico
P. obsoletus é encontrado a oeste do rio Mississippi, do leste e sul de Iowa em direção ao sul através de Missouri e Arkansas até o oeste da Louisiana, em direção ao oeste até o leste do Texas, em direção ao norte através de Oklahoma e leste do Kansas até o sudeste de Nebraska.

## Em cativeiro

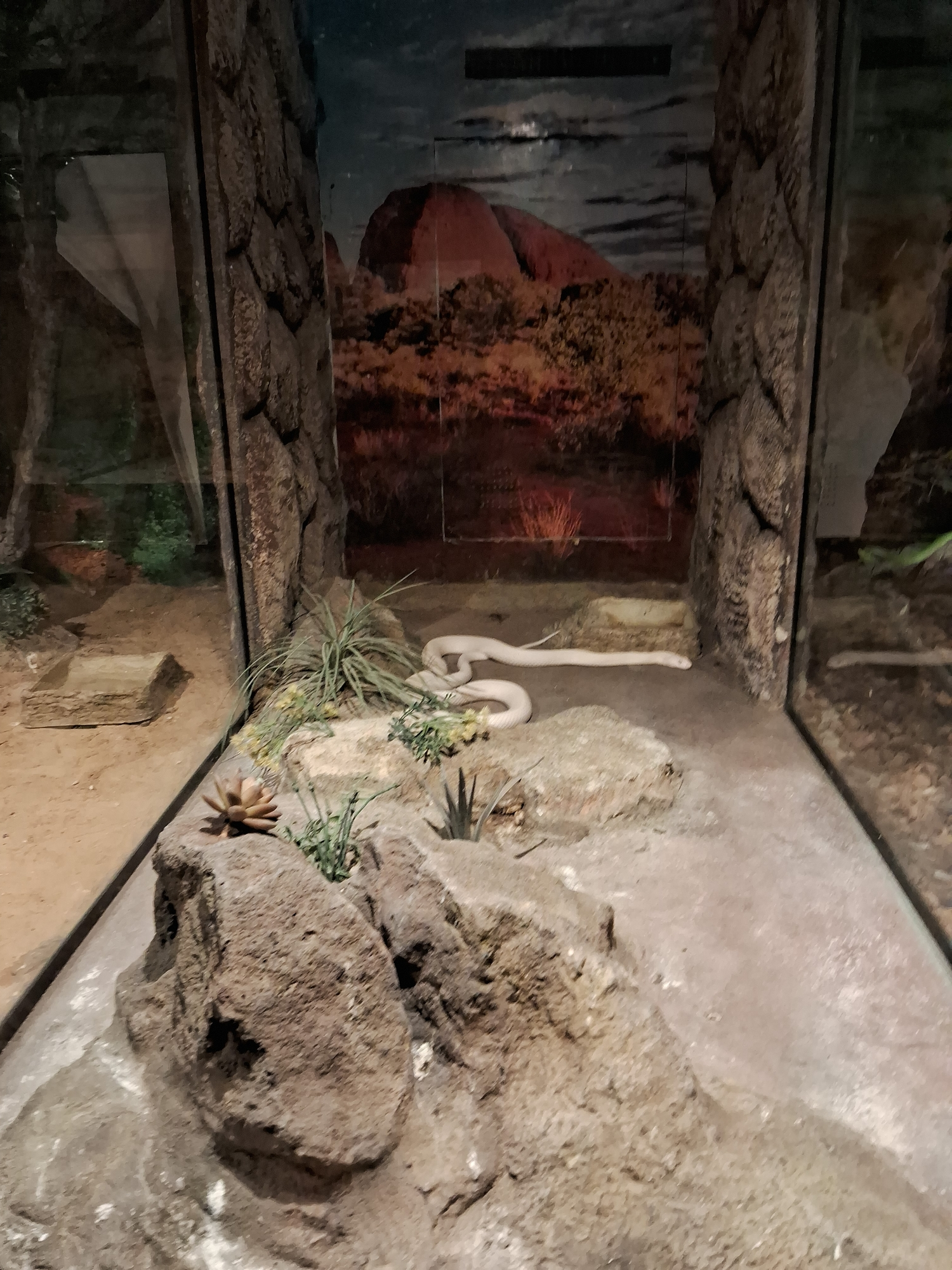
Mutação albina da cobra rateira em cativeiro em um zoológico brasileiro

A cobra-rateira ocidental está disponível para criação em cativeiro no comércio de animais de estimação dos Estados Unidos e foi criada em cativeiro dando preferência a mutações como leucística, albina e sem escamas. No entanto, não é tão popular quanto outros colubrídeos. Com os devidos cuidados, esta espécie pode viver 15 anos em cativeiro, e possivelmente mais.